# Xi Jinpings tänkande
Xi Jinpings tänkande om socialismen med kinesiska särdrag för en ny era, vanligtvis förkortat utanför Kina som Xi Jinpings tänkande, är en uppsättning policyer och idéer som härrör från det kinesiska kommunistpartiets generalsekreterare Xi Jinpings skrifter och tal. Det nämndes första gången officiellt vid det kinesiska kommunistpartiets 19:e nationella kongress 2017, där det införlivades i det kinesiska kommunistpartiets konstitution. Vid den första sessionen av den trettonde nationella folkkongressen den 11 mars 2018 ändrades ingressen till Folkrepubliken Kinas konstitution för att nämna Xi Jinpings tänkande. 
Det har officiellt beskrivits av KKP som "marxismen i det samtida Kina och 2000-talet".

## Historia och utveckling
Det första officiella omnämnandet av termen var vid det kinesiska kommunistpartiets 19:e nationella kongress, som gradvis utvecklats sedan 2012, när Xi blev generalsekreterare för det kinesiska kommunistpartiet (Kinas högste ledare). Vissa nyhetskällor har uppgett att Xi hjälpte till att skapa denna ideologi tillsammans med sin nära rådgivare Wang Huning. De första indikationerna på Xis plattform hade kommit ut i ett tal med titeln "Några frågor om underhåll och utveckling av socialism med kinesiska särdrag" som gavs till den nyvalda centralkommittén den 5 januari 2013, och publicerades senare av Central Documents Press och tidskriften Qiushi.

### Socialism med kinesiska särdrag
Huvudartikel: Socialism med kinesiska särdrag
Mycket av Xi Jinpings tänkande kommer från Xis tal 2013, som fokuserade på marxism–leninismen och Mao Zedongs tänkande, Kinas plats i historien, strategisk konkurrens med kapitalistiska nationer och en vädjan om att hålla fast vid kommunismens mål.

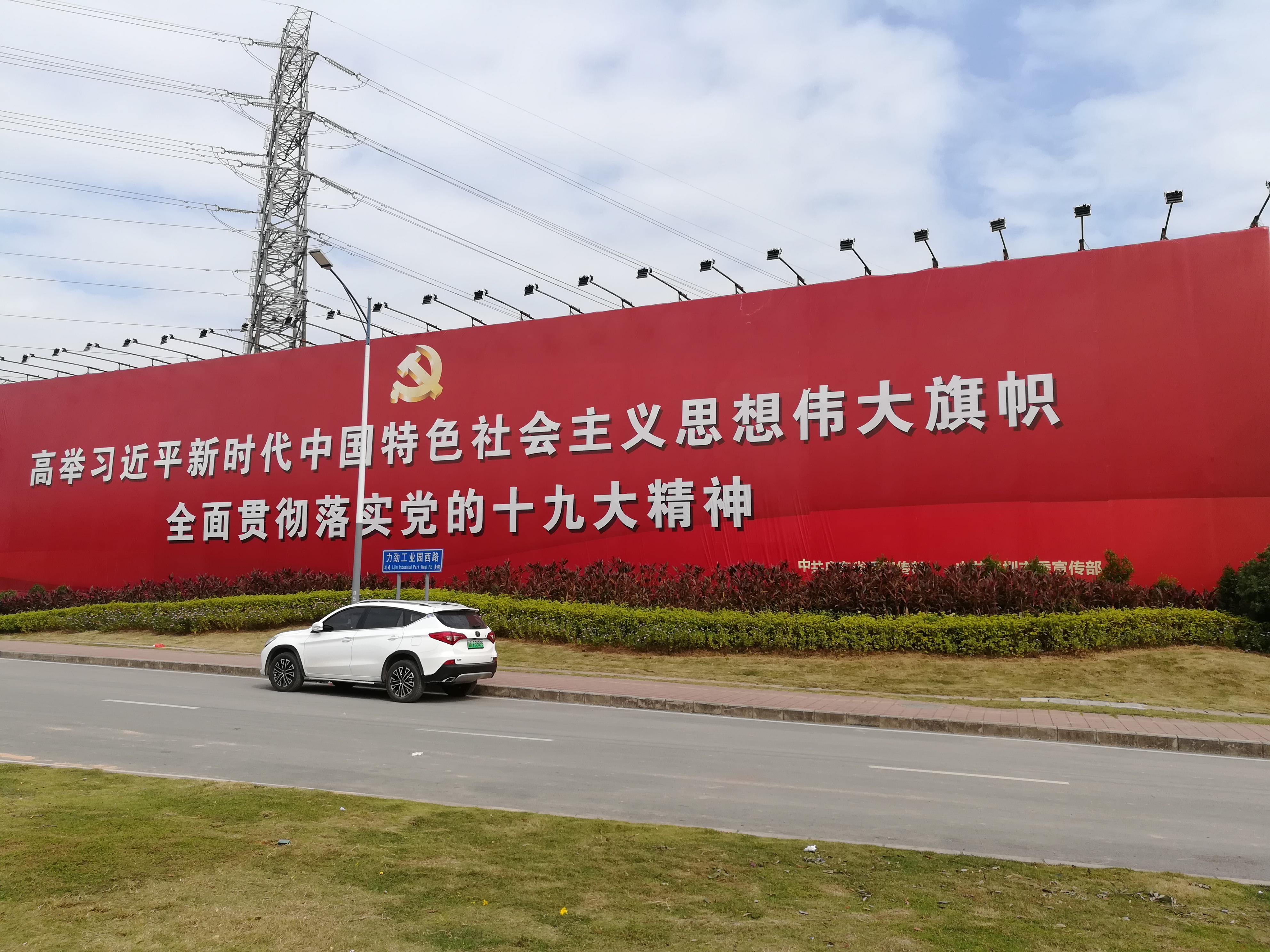
En skylt som annonserar Xi Jinpings tänkande i Shenzhen, Guangdong med symbolen för det kinesiska kommunistpartiet.

I sin granskning av Kinas historia hävdade Xi att det är "marxismen-leninismen och Mao Zedongs tänkande som vägledde det kinesiska folket ut ur mörkret under den långa natten och etablerade ett nytt Kina." Och när det gäller framtiden, "kommer konsolideringen och utvecklingen av det socialistiska systemet att kräva sin egen långa historia... det kommer att kräva generationers outtröttliga kamp, upp till tio generationer."
Om förhållandet till kapitalistiska nationer sa Xi: "Marx och Engels analys av de grundläggande motsättningarna i det kapitalistiska samhället är inte föråldrad, och inte heller den historiska materialistiska uppfattningen att kapitalismen måste dö ut och socialismen kommer att vinna." Xi syftade till att förstärka den marxistisk-leninistiska synen på historien, och angav: "Den grundläggande anledningen till att några av våra kamrater har svaga ideal och vackla övertygelser är att deras åsikter saknar en fast förankring i historisk materialism."

Xi visade stort intresse för varför Sovjetunionen upplöstes och hur man undviker det misslyckandet i Kina:
Varför upplöstes Sovjetunionen? Varför föll Sovjetunionens kommunistiska parti från makten? En viktig anledning var att kampen inom ideologins område var extremt intensiv, som helt förnekade Sovjetunionens historia, förnekade Sovjetunionens kommunistiska partis historia, negerade Lenin, negerade Stalin, skapade historisk nihilism och förvirrat tänkande. Partiorgan på alla nivåer hade förlorat sina funktioner, militären stod inte längre under partiledarskap. Till slut skingrades Sovjetunionens kommunistiska parti, ett bra parti, och Sovjetunionen, ett bra socialistiskt land, upplöstes. Detta är en varnande berättelse!
Koncepten bakom Xi Jinpings tänkande utvecklades i Xis bokserie The Governance of China, publicerad av Foreign Languages Press för en internationell publik. Volym ett publicerades i september 2014, följt av volym två i november 2017, följt av volym tre i juni 2020.

### Tal vid den 19:e kongressen
Xi använde först frasen "tänkande om socialismen med kinesiska särdrag för en ny era" i sitt tal som hölls på öppningsdagen för den 19:e partikongressen i oktober 2017. Politbyråns ständiga utskott (högsta beslutsfattande organet) satte sedan "Xi Jinping" före frasen i sin granskning av hans tal. Kongressen bekräftade sedan Xis tal som en vägledande politisk och militär ideologi för det kinesiska kommunistpartiet och godkände dess införlivande i partiets konstitution, med enhälligt stöd i en handuppräckning.
Inkorporeringen gjorde Xi till den tredje kinesiske ledaren (efter Mao Zedong och Deng Xiaoping) som fick sina namn införlivade i KKP:s lista över grundläggande doktriner. Detta visade att Xi var mer inflytelserik än sina två föregångare som generalsekreterare (Hu Jintao och Jiang Zemin). Xi lovade att göra Kina starkt och driva landet in i en "ny era".
Xi beskrev sitt "tänkande" som en del av ett brett ramverk för socialism med kinesiska särdrag, en term myntad av Deng Xiaoping, som ser Kina som i "socialismens primära skede".

## Innehåll
Xi Jinping tänkande består av en 14-punkters grundläggande policy enligt följande:
1. Säkerställa Kinas kommunistiska partis ledarskap över alla former av arbete i Kina.
2. Kinas kommunistiska parti bör ta ett folkcentrerat tillvägagångssätt för allmänhetens intresse.
3. Fortsättningen av "omfattande fördjupning av reformer".
4. Att anta nya vetenskapligt baserade idéer för "innovativ, samordnad, grön, öppen och delad utveckling".
5. Följa "socialism med kinesiska särdrag" med "människor som landets mästare".
6. Styr Kina enligt rättsstatsprincipen.
7. "Utöva socialistiska kärnvärden", inklusive marxism-leninism och socialism med kinesiska särdrag.
8. "Att förbättra människors försörjning och välbefinnande är det primära målet för utveckling".
9. Samsas väl med naturen med "energisparande och miljöskydd"-policyer och "bidra till global ekologisk säkerhet".
10. Stärka den nationella säkerheten i Kina.
11. Kinas kommunistiska parti borde ha "absolut ledarskap över" folkets befrielsearmé.
12. Främja systemet med ett land, två system för Hongkong och Macao med en framtid av "fullständig nationell återförening" och att följa ett-Kina-principen och 1992 års konsensus för Taiwan.
13. Upprätta ett gemensamt öde mellan det kinesiska folket och andra folk runt om i världen med en "fredlig internationell miljö".
14. Förbättra partidisciplinen i Kinas kommunistiska parti.

## Inflytande och mottagande
I efterföljande officiell partidokumentation och uttalanden från Xis kollegor har tänkandet sagts vara en fortsättning på marxismen–leninismen, Mao Zedongs tänkande, Deng Xiaoping-teorin, "det viktiga tänkandet om de tre representationerna" och den vetenskapliga utsikten över utveckling som en del av en serie vägledande ideologier som förkroppsligar "marxismen anpassad till kinesiska förhållanden".
Att cirkulera Xi Jinpings tänkande började kort efter talet 2017, särskilt till akademiska och kulturella samhällen, såväl som den bredare kinesiska allmänheten.
Att hitta kulturella uttryck för Xi Jinpings tänkande har också varit en prioritet. Den 27 november samlades mer än 100 av Kinas främsta filmskapare, skådespelare och popstjärnor för en dag i Hangzhou för att studera rapporten från den 19:e partikongressen med Xi Jinpings tänkande.
Innehåll från Xis tal 2017 används i offentliga meddelanden, som beskrivs som "genomträngande" av en Beijing-korrespondent för New York Times. En affisch med sloganen "den kinesiska drömmen" kommer från talet, där frasen används 31 gånger. I juli 2018 dekorerades tågvagnarna i Changchuns tunnelbana i rött och dussintals av Xis citat för att fira det kinesiska kommunistpartiets 97-årsjubileum. Tåget beskrevs som en "mycket kondenserad andlig manual" av Xi Jinpings tänkande av den lokala regeringen. I januari 2019 släppte Alibaba Group en app som heter Xuexi qiangguo för att studera Xi Jinpings tänkande.

### I utbildning
I slutet av 2017 hade dussintals kinesiska universitet etablerat forskningsinstitut för Xi Jinpings tänkande, med tillämpning av Xis uttalade princip att föra in tänkandet i alla aspekter av det dagliga livet. Akademiker som Jiang Shigong fortsatte med att skriva utställningar av Xi Jinpings tänkande. I december 2019 lade Fudanuniversitetet till innehåll om inpräntande av lärare och studenter i Xi Jinpings tänkande i sin stadga, vilket ledde till protester om akademisk frihet bland studenterna. I mitten av 2021 meddelade undervisningsminsteriet att Xi Jinpings tänkande skulle läras ut för kinesiska elever som börjar på grundskolenivå.